# Polegada cúbica
A polegada cúbica é uma unidade de volume que equivale ao volume de um cubo de uma polegada de lado (exatamente 2,54 centímetros). Apesar de que se use em alguns âmbitos de engenharia (sobre tudo nos Estados Unidos, Canadá e Reino Unido), esta unidade não está incluída no Sistema Internacional de Unidades (S.I.), e por isso está caindo em desuso, já que na prática o S.I. está impondo-se em quase todos os países. Além disso, habitualmente se emprega a unidade centímetro cúbico que pertence ao S.I. e é a mais próxima à polegada cúbica.
A polegada cúbica acostuma a ser abreviada como in³ (do inglês inch).

## Abreviações
Para representar a unidade, existem diversas abreviações diferentes. As usadas são:
- inches³ ,inch³, plg³ (em português), plgs³ (em português)
- inches^3, inch^3, in^3, plg^3 (em português)
- inches/-3, inch/-3, in/-3, plg/-3 (em português)
- c.i., p.c. (em português)
- c.i.d., cid e CID nos motores de combustão interna, embora também aqui se usa habitualmente o centímetro cúbico (abreviado cm³).

## Equivalências
1 polegada cúbica (assumindo que se trata da polegada do sistema imperial britânico, considerada a "polegada internacional") equivale a:
- 0,0005787037037037 pés cúbicos
- 0,000021433470507545 jardas cúbicas
- 0,0000000000000039314657292494 milhas cúbicas

- exatamente 16,387064 mililitros ou centímetros cúbicos
- exatamente 0,016387064 litros ou decímetros cúbicos
- exatamente 0,000016387064 quilolitros ou metros cúbicos